# Grupo México
Grupo México — мексиканская холдинговая компания, управляющая горнорудными предприятиями, металлургическими комплексами и железными дорогами. Крупнейшая горнодобывающая компания Мексики и третий крупнейший в мире производитель меди (около 1 млн т в год).

## История
Истоки компании восходят к активности Мейера Гуггенхайма на севере Мексике. В 1892 году Гуггенхаймы открыли плавильню серебра в Монтеррее, а в 1895 году — в Агуаскальентес. К 1901 году на предприятия Гуггенхаймов приходилось 20 % выплавки серебра в Мексике, а также 40 % выплавки свинца. В том же 1901 году Гуггенхаймы купили контрольный пакет акций американского металлургического треста American Smelting and Refining Co. (ASARCO). В следующие годы Гуггенхаймы через ASARCO начали покупать мексиканские шахты и строить металлургические комплексы. К 1947 году у ASARCO было 11 заводов, которые перерабатывали по 6100 т руды в день, компания была крупнейшим частным работодателем Мексики.
В 1965 году ASARCO вынуждена была продать контрольный пакет акций своего мексиканского филиала местным промышленникам. В 1974 году этот филиал сменил название на Industrial Minera Mexico, а в 1978 году вошёл в состав холдинга Grupo Industrial Minera Mexico. В 1988 году был куплен комплекс Mexicana de Cobre, включавший медную шахту и металлургический комбинат. После покупки в 1990 году крупнейшей медной шахты Мексики Кананеа на Grupo Industrial Minera стало приходится 57 % производства меди в стране.
В 1994 году была создана холдинговая компания Grupo Mexico, заменившая Grupo Industrial Minera Mexico, её возглавил Херман Ларреа Мота Веласко. На момент создания компании принадлежало 10 шахт и 7 металлургических комбинатов, производство меди превышало 300 тыс. т в год, также компания добывала уголь и цинк. В 1997 году ASARCO продала оставшиеся 24 % акций в холдинге. Также в 1997 году Grupo Mexico возглавила консорциум, купивший у правительства железнодорожную сеть Ferrocarril Pacifico del Norte, для управления которой была создана компания Grupo Ferroviario Mexicano (Ferromex). В 1999 году Grupo Mexico за 1,19 млрд долларов купила свою бывшую материнскую компанию, ASARCO, которая контролировала медные шахты в США и Перу; эта покупка сделала Grupo Mexico третьим крупнейшим в мире производителем меди.
В 2005 году была куплена железная дорога Ferrosur на юго-востоке Мексики. В 2017 году была куплена железная дорога Florida East Coast Railway, связывающая Джэксонвилл и Майами через ряд портовых городов на восточном побережье Флориды.

## Собственники и руководство
Крупнейшим акционером (19,22 %), председателем совета директоров и генеральным директором является Херман Ларреа Мота Веласко (Germán Larrea Mota Velasco), один из самых богатых людей Мексики.

## Деятельность
Подразделения по состоянию на 2022 год:
- горнодобывающая промышленность — добыча руд и выплавка металлов, наибольшее значение имеет медь, далее следуют молибден, серебро, цинк, золото и свинец; компании принадлежат 14 шахт и 3 металлургических комплекса в Мексике, Перу и США; 79 % выручки;
- транспорт — железнодорожные грузовые перевозки в Мексике, Техасе и Флориде; включает компании Ferromex[англ.], Ferrosur[англ.], Florida East Coast Railway[англ.], Texas Pacifico Transportation[англ.] и Intermodal México; 11 тыс. км путей, 800 локомотивов и 28 тыс. вагонов; 19 % выручки;
- инфраструктура — строительство электростанций, включая ветряные, нефтебаз, автотрасс, нефтедобывающих платформ, 2 % выручки.

В Перу компании принадлежат рудник Куахоне и медный карьер Токепала.
Выручка за 2022 год составила 13,9 млрд долларов, из них 34 % принесли продажи в Мексике, 24 % — в США, 19 % — в Европе, 12 % — в Азии, 11 % — в Латинской Америке.
В списке крупнейших публичных компаний мира Forbes Global 2000 за 2024 год Grupo Mexico заняла 451-е место.

## Происшествия
В результате взрыва метана на угольной шахте Паста-де-Кончос 19 февраля 2006 года погибло 65 шахтёров.
В начале августа 2014 года произошёл разлив токсичных отходов на шахте Буэнависта-дель-Кобре (Buenavista del Cobre, ранее называлась Кананеа). В реку Сонора попало 40 тыс. м³ раствора сульфата меди.